# HMS Hampshire (1903)
HMS Hampshire (Корабль Его Величества «Хэ́мпшир») — один из шести броненосных крейсеров типа «Девоншир», построенных для Королевского флота Великобритании в первом десятилетии XX века. После вступления в строй вошёл в состав 1-й крейсерской эскадры Флота Канала. В 1909 году, после ремонта, переведён в резерв в составе 3-го флота, где и числился до 1911 года, когда «Хэмпшир» перевели в состав Средиземноморского флота. В 1912 году крейсер перевели со Средиземного моря на Китайскую станцию, где он и служил вплоть до начала Первой мировой войны (август 1914 года).
После начала войны вплоть до конца 1914 года «Хэмпшир» участвовал в охоте на германские рейдеры, после чего крейсер перевели в состав Гранд Флита. По возвращении в английские воды «Хэмпшир» включили в состав 7-й эскадры крейсеров. В 1916 году «Хэмпшир» перевели во 2-ю эскадру, в составе которой он принял участие в Ютландском сражении. Несколько дней спустя крейсер принял на борт фельдмаршала лорда Китченера, направлявшегося с визитом в Россию. В походе «Хэмпшир», как принято считать, подорвался на германской морской мине и затонул с большими жертвами. Среди погибших был и Китченер со штабом.

## Строительство и служба
«Хэмпшир», названный в честь одноименного английского графства, был заложен на верфи крупной промышленной компании «Армстронг, Уитворт и Ко» 1 сентября 1902 года и спущен на воду 24 сентября 1903 года. Постройка была завершена 15 июля 1905 года, после вступления в строй был приписан к 1-й крейсерской эскадре Флота Канала вместе с большинством однотипных крейсеров. В декабре 1908 года крейсер встал на ремонт на королевской верфи в Портсмуте. В августе 1909 года переведён в резерв в составе 3-го флота. В декабре 1911 года вновь введён в строй, назначен в состав 6-й крейсерской эскадры Средиземноморского флота, в 1912 году переведён на Китайскую станцию.
Когда началась война, «Хэмпшир» находился в Вэйхайвэе вместе с небольшой эскадрой командующего Китайской станцией вице-адмирала сэра Мартина Джеррама. Крейсеру было приказано совместно с броненосным крейсером «Минотавр» и лёгким крейсером «Ньюкасл» уничтожить германскую радиостанцию на тихоокеанском острове Яп. 11 августа, следуя к Япу, британский отряд захватил и потопил угольщик SS Elspeth. К тому времени на «Хэмпшире» истощился запас угля, оставшегося в бункерах уже не хватало для похода к Япу. Понимая это, Джеррам приказал крейсеру идти в Гонконг, взяв на борт моряков с потопленного угольщика. В конце месяца «Хэмпширу» было приказано идти в Голландскую Ост-Индию для поиска германских рейдеров. В Бенгальском заливе действовал германский бронепалубный крейсер «Эмден». «Хэмпширу» было приказано найти германский рейдер, чем он и был занят в октябре и начале ноября вместе со вспомогательным крейсером «Эмпресс оф Эйжа». 9 ноября 1914 года «Эмден» был потоплен австралийским лёгким крейсером «Сидней» в бою у Кокосовых островов.
Вскоре после того, как «Эмден» был потоплен и необходимость в его поисках отпала, «Хэмпшир» привлекли к охране конвоя с войсками АНЗАК, шедшего в Египет. В декабре «Хэмпшир» прибыл на ремонт в Гибралтар, после чего присоединился к Гранд-Флиту. В январе 1915 года крейсер включили в состав 7-й крейсерской эскадры. В ноябре того же года «Хэмпширу» было приказано охранять судоходство в Белом море. 31 мая 1916 года «Хэмпшир» принял участие в Ютландском сражении, находясь в составе 2-й крейсерской эскадры.

## Гибель
5 июня 1916 года «Хэмпшир» затонул в проливе у Оркнейских островов, предположительно подорвавшись на мине, выставленной за месяц до этого немецкой подводной лодкой U-75. Из 737 человек команды крейсера выжить удалось лишь двенадцати. Одним из погибших был военный министр Великобритании лорд Китченер, следовавший с дипломатическим визитом в Россию через Архангельск.

## После затопления

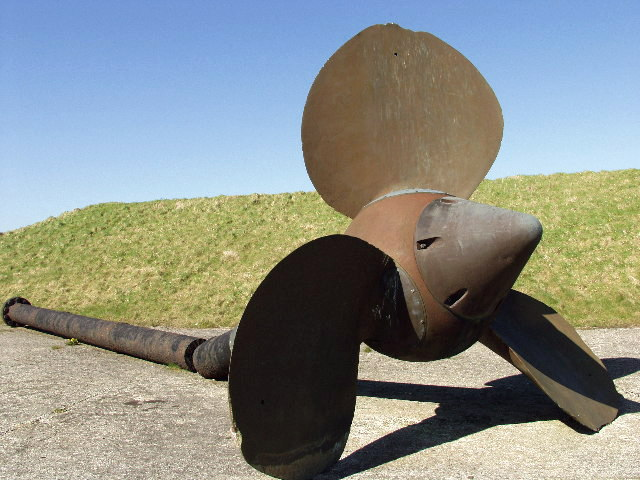
Гребной винт и часть гребного вала «Хэмпшира»

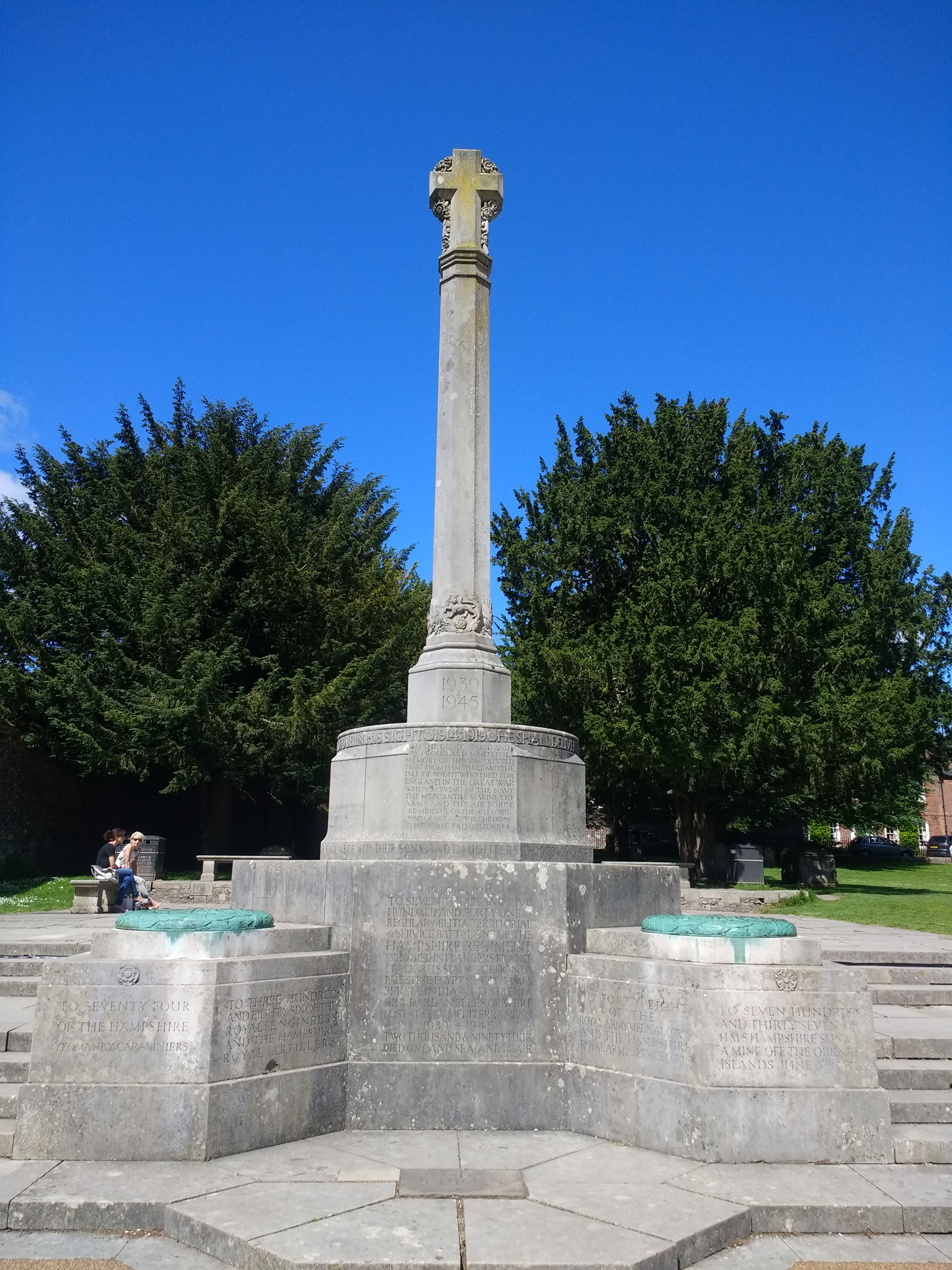
Памятник погибшим морякам «Хэмпшира», остров Уайт

Затонувший корабль расположен в точке с координатами 59°7.065' с. ш. и 3°23.843' з. д., и находится под защитой британского Акта о защите военных захоронений от 1986 года. В связи с этим спуск на него без особого разрешения запрещён. Корабль лежит кверху килем на глубине 55—70 метров. В 1983 году с «Хэмпшира» нелегально подняли на поверхность один из винтов и часть гребного вала. Теперь эти останки можно увидеть в гавани Скапа-флоу на острове Хой (Оркнейские острова).